# Krosno (narzędzie tortur)

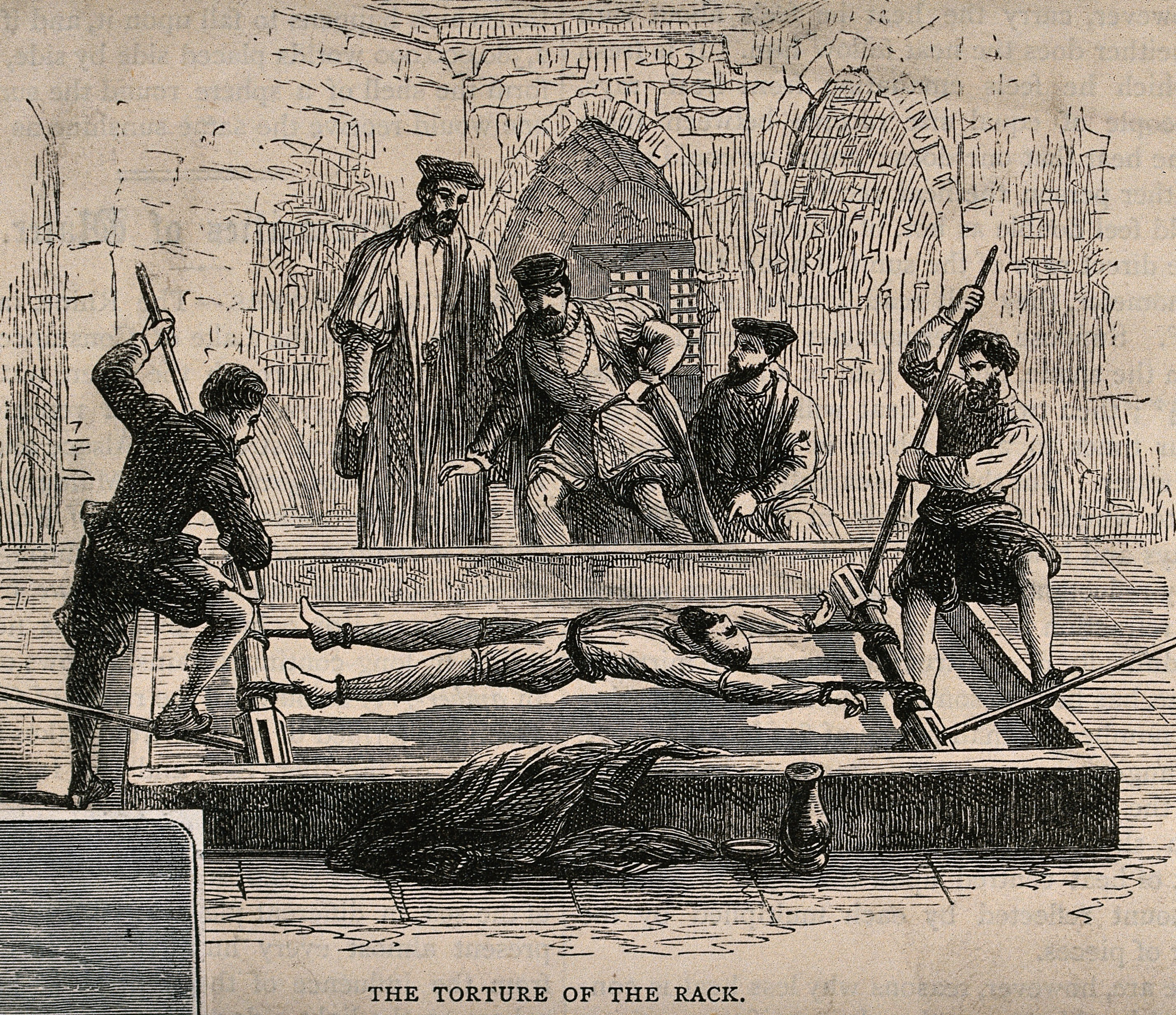
Mężczyzna rozciągany na krośnie

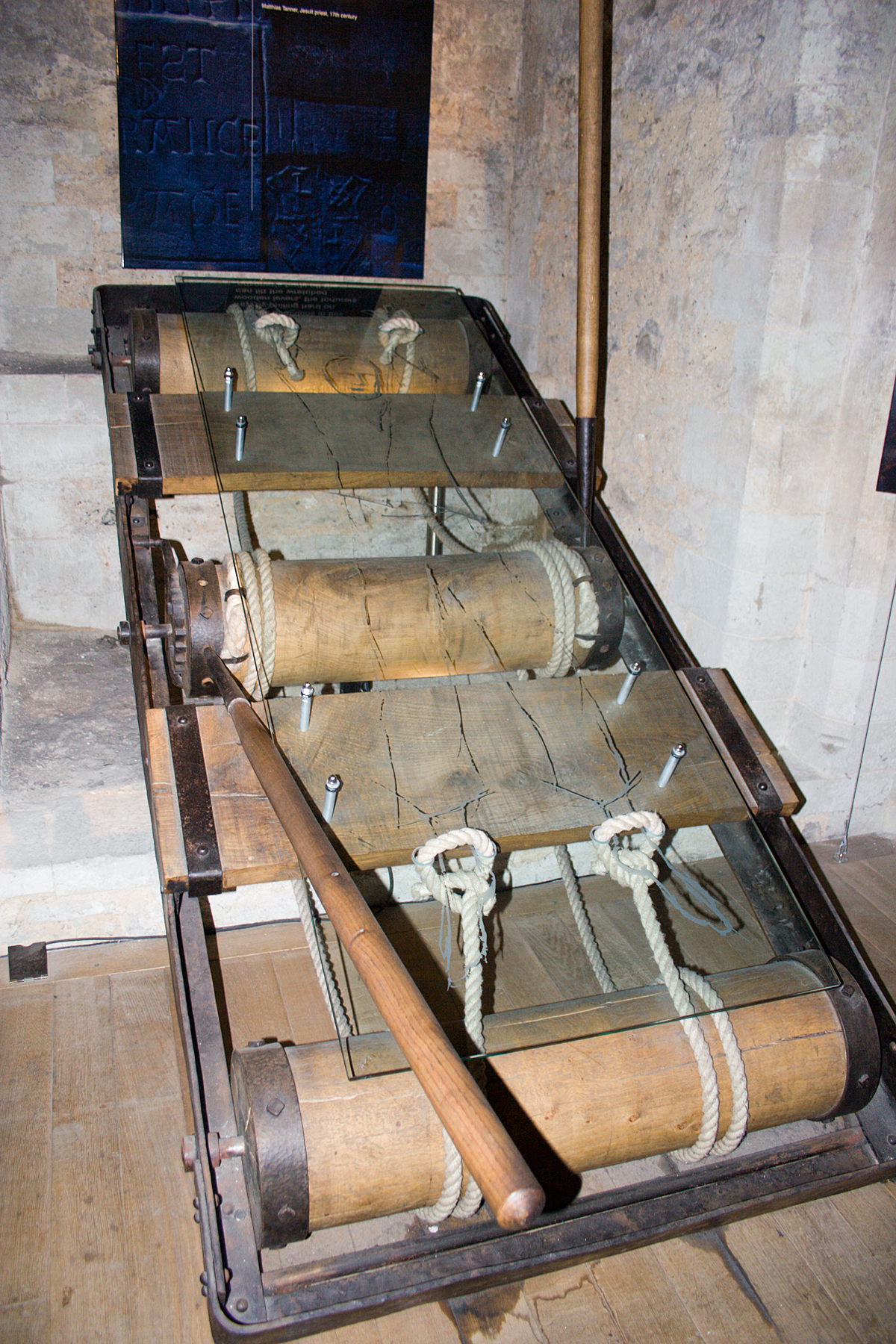
Krosno z muzeum w Londynie

Krosno – rodzaj narzędzia tortur przypominający łoże sprawiedliwości i często z nim mylony. 
Była to stosowana już od czasów starożytnych drewniana lub żelazna prostokątna rama, do której przeciwległych boków przywiązywano ręce oraz nogi torturowanego. Mogła mieć konstrukcję poziomą lub pionową. W poprzek ramy krosna czasami mocowano również listwy, przez co konstrukcja przypominała drabinę.